# Patellafraktur

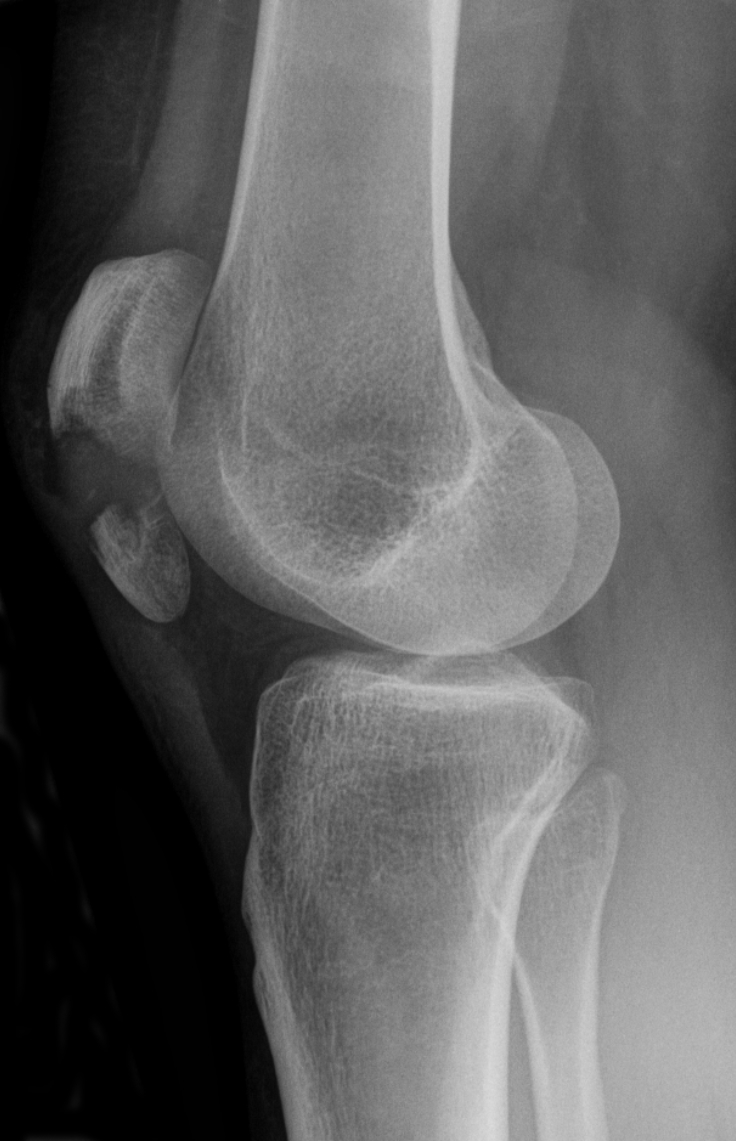
Seitliche Röntgenaufnahme einer typischen Patellaquerfraktur im unteren Teil, die Patellarsehne setzt als weicher Schatten dargestellt am unteren Patellapol an, die Quadriceps-Sehne am oberen Fragment

Als Patellafraktur wird in der Unfallheilkunde der Bruch der Kniescheibe bezeichnet. Diese Fraktur entsteht in der Regel durch Sturz oder direkten Anprall der Kniescheibe bei gebeugtem Knie. Es handelt sich meist um Quer- oder Trümmerbrüche, oft mit erheblicher Verschiebung der Bruchstücke. Bis auf den sehr seltenen Längsbruch ohne Verschiebung müssen Patellafrakturen konsequent behandelt werden, selten genügt eine konservative Behandlung mit Ruhigstellung. Meist ist eine operative Behandlung erforderlich, da eine unzureichend behandelte Patellafraktur den Funktionsverlust der Kniescheibe und dadurch eine schwere Funktionsstörung des Kniegelenkes bis hin zur Geh- und Stehunfähigkeit zur Folge haben kann.

## Anatomie und Funktion der Kniescheibe

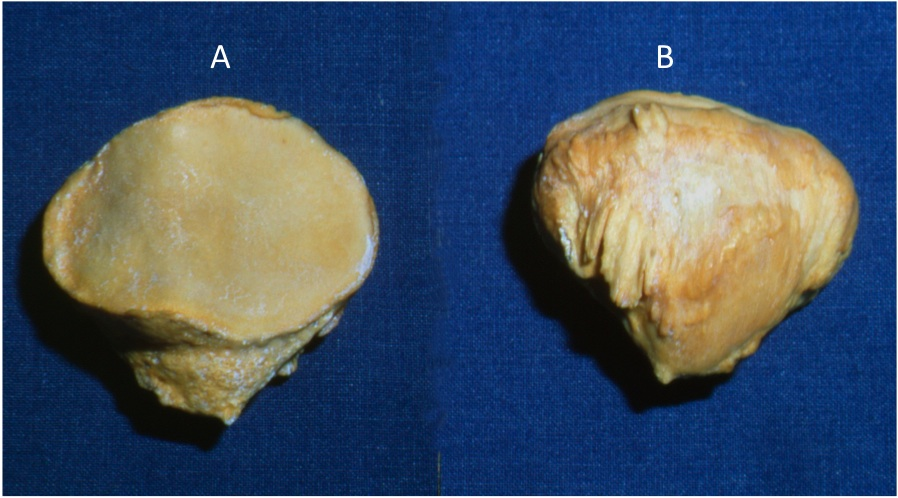
Patella des Menschen A: Ansicht von hinten aus dem Gelenk (Gelenkfläche) B: Ansicht von vorne

Die Kniescheibe ist ein in der Fläche annähernd dreieckig geformter Knochen, der in den Sehnen-Streckapparat des Kniegelenks als sogenanntes Sesambein eingebunden ist. Damit überträgt die Kniescheibe einen großen Teil der Streckkraft der Oberschenkelmuskeln auf den Sehnenansatz am Kopf des Schienbeins. Der Streckapparat ist der aktive Strecker des Kniegelenkes. Als einziger Teil dieses Streckapparates hat die Kniescheibe gelenkigen Kontakt mit dem Kniegelenk, sie wirkt dadurch als gleitender Umlenkpunkt (Hypomochlion) bei zunehmender Beugung. Die Gegenfläche der Oberschenkelrolle heißt patellares Gleitlager (Trochlea). Beidseits in Längsrichtung neben der Kniescheibe verläuft der Halteapparat der Patella (Retinaculum), der einen Teil der Streckkraft überträgt und die Kniescheibe im Gleitlager zentriert (Reservestreckapparat).
Diese spezielle Anordnung und Funktion der Kniescheibe führt zu hoher Zugbeanspruchung des Knochens sowie zu einer zunehmenden Biegebeanspruchung bei Beugung. Dieser Kraft widersteht die Kniescheibe selbst bei höchsten Lasten ohne Bruch, so dass eher die Sehnenansätze der Quadrizepssehne oder der Patellarsehne unter Überlast spontan abreißen. Isolierte Zerreißungen des Knochens kommen nicht vor.

## Verletzungsmuster und Verletzungsfolgen

Die Patellafraktur passiert wie das Öffnen eines Eis: Zuerst Eröffnen der Schale (Cortex) durch Auftreffen z. B. auf eine Treppenstufe …

… dann Auseinanderziehen der Fragmente durch Muskelkraft. Nur die Kombination dieser zwei Kräfte erzeugt die klassische Patellafraktur.

Bei einem Sturz aufs Knie (z. B. an eine Treppenstufe) oder Anprall des gebeugten Knies an ein Hindernis (z. B. bei einem Motorradfahrer) kommt es zu einer direkten Bruchlinie der Kniescheibenvorderfläche und zusätzlich zu einer durch die Abwehrbewegung erhöhten Zugspannung der Oberschenkelmuskulatur. Keiner der Einzelfaktoren kann allein zu einer Kniescheibenfraktur führen. Die kombinierte Krafteinwirkung (direkte Vorderwandimpression und Zugspannung) jedoch führt zu einer kompletten Zerreißung der Kniescheibe. Bei kräftigem Einwirken der Muskulatur kommt es gleich anschließend zu einer Querzerreißung des Reservestreckapparates der Kniescheibe (Retinaculum patellae): Dann weichen die Frakturenden akut auseinander, das Bein ist nicht mehr streckbar, Stehen wird unmöglich.

## Die Fraktur der Kniescheibe im historischen Kontext

Veraltete Patellafraktur mit massivem Auseinanderweichen der Fragmente. Bild aus einer Arbeit von Hamilton 1875 (aus der voroperativen Zeit), man erkennt auch den vollständigen Funktionsverlust der Kniestrecker.

Die fundamentale Bedeutung der Kniescheibe für den aufrechten Gang macht die Aufmerksamkeit, die ihren Brüchen seit jeher zukommt, verständlich. Aufgrund der oberflächennahen subkutanen Lage der Kniescheibe, der einfach nachvollziehbaren Funktionsabläufe, des erheblichen Funktionsverlustes beim Kniescheibenbruch und aufgrund des hohen Anspruchs, den die Kniescheibenfraktur an den behandelnden Arzt stellt, stand die Patellafraktur schon früh im Mittelpunkt des Interesses von Ärzten und Patienten. Bei der Patellafraktur verliert der Patient nicht nur die Fähigkeit, das Bein aktiv zu strecken, ihm ist es darüber hinaus unmöglich, das Kniegelenk zu stabilisieren, so dass er nicht mehr auf dem verletzten Bein stehen kann. Das klinische Bild der Kniescheibenfraktur mit dem durch die Haut als Delle palpierbaren Frakturspalt, Dislokation und Krepitation (Frakturreiben) wurde bereits von Soranos von Ephesos im ersten Jahrhundert in Rom beschrieben. Die Verunfallten sind entsprechend dem Funktionsverlust hochgradig invalide.
Eine besondere Problematik bei der Behandlung von Patellafrakturen ergibt sich aus dem Muskelzug des Quadriceps -Muskels, der die Fragmente auseinanderzieht und damit eine Zusammenfügung der Fragmente erheblich erschwert. Gleichzeitig muss berücksichtigt werden, dass es sich bei Frakturen dieses größten Sesambeins des Körpers um eine Gelenkverletzung handelt. Eine zum Zweck der Frakturheilung ruhigstellende (immobilisierende) Behandlung birgt daher stets die Gefahr der Versteifung des Kniegelenkes. Die Ergebnisse nach konservativer Behandlung fielen daher häufig unbefriedigend aus. Ambroise Paré hatte keinen behandelten Patienten gesehen, der nicht zeit seines Lebens gehinkt hätte. Noch Anfang des 20. Jahrhunderts führte ein Bruch der Kniescheibe vielfach zur Berufsunfähigkeit und Berentung und in einer Reihe von Fällen, sowohl nach konservativer als auch nach operativer Behandlung, zum Tod der Patienten. Hierfür konnten Infektionen nach operativer Versorgung oder bei offenen Frakturen aber auch Thrombosen und Embolien während konservativer Therapie mit Ruhigstellung und Bettruhe verantwortlich sein.
Die operative Frakturbehandlung im Allgemeinen hat wesentlich Impulse aus der Versorgung der Patellafraktur erhalten. Einerseits war die Funktionseinschränkung und der Zusammenhang mit der nicht verheilten Fraktur immer schon selbst von Laien nachvollziehbar. Andererseits bot sich die durch die Haut tastbare Kniescheibe schon sehr früh für Nahtversuche durch Chirurgen an. Eine erste erfolgreiche Knochennaht der Kniescheibe beschreibt Marc Aurel Severin aus Neapel im Jahre 1646. Er legte die schlecht verheilte Patella eines Geistlichen frei, frischte die Frakturflächen an, brachte diese dann in möglichst engen Kontakt und band sie zusammen. Welches Nahtmaterial er verwendete, ist nicht überliefert, dafür aber der Erfolg: Im Frühjahr konnte der Geistliche wieder gehen.
Für spätere Operationen mit Naht der Kniescheibe wurde Silberdraht verwendet, so bei der für die Entwicklung der planbaren Chirurgie entscheidenden ersten Anwendung der Antisepsis durch Joseph Lister an einer frischen Patellafraktur eines Reiters im Jahre 1877 in London.

## Diagnostik
Zunächst richtet man sich nach Beschwerden und klinischen Zeichen: Die typische klinische Erscheinung der kompletten Kniescheibenfraktur sind Streckunfähigkeit des Kniegelenks, durch die Haut tastbare Lücke zwischen den Knochenstücken (Fragmenten) und lokale Schmerzhaftigkeit und Schwellung. Man lässt den Patienten bei der Untersuchung das Bein gestreckt anheben, was misslingt: Der Unterschenkel kann nicht mit gehoben werden. Diese Zeichen lassen die sichere Diagnose bereits ohne Röntgendiagnostik zu, weshalb die Fraktur der Kniescheibe bereits seit Jahrhunderten ein klares definiertes Krankheitsbild darstellt.

### Röntgen
Mit einfachen Röntgenbildern des Kniegelenks in zwei Ebenen (von vorne und von seitlich) kann zuverlässig jeder Kniescheibenbruch diagnostiziert werden. Es zeigen sich die Bruchstücke auseinandergezogen und meist mit einem einfachen Quer- oder Schrägbruch, der der typischen Krafteinwirkung von vorne und dem einwirkenden Muskelzug entspricht. Damit liegt auch die Zerreißung der knorpeligen Gelenkfläche der Kniescheibe zur Oberschenkelrolle („patellares Gleitlager“) vor.
Bei höherer Krafteinwirkung wie z. B. bei Verkehrsunfällen oder bei schlechter Knochenstruktur (Osteoporose) kommt es zu so genannten Mehrfragmentbrüchen oder Sternbrüchen, die eine wesentlich größere Zerstörung von Knochen und Gelenkfläche bedeuten, im Prinzip aber primär die gleiche Auswirkung auf die Kniefunktion haben.
Im Röntgenbild ist die Darstellung der Mehrfragmentfraktur unsicherer, trotzdem ist hier weitere bildgebende Diagnostik mit CT oder Kernspin für einen Chirurgen nicht immer sinnvoll: Während der auf jeden Fall notwendigen Operation kann man offen alle einzelnen Fragmente identifizieren und entsprechend versorgen.
Auch mit der Sonographie kann man die Patellafraktur leicht darstellen. Die Kniescheibe liegt knapp unter der Haut und wird klar an der totalen Schallreflexion an ihrer Vorderfläche identifiziert. Man erkennt die auseinandergewichenen Fragmente und den massiven Erguss. Während der Knochenheilung kann die Sonographie zum Nachweis zunehmenden Kallus verwendet werden.

### Klassifikation der Patellafrakturen
nach Speck und Regazzoni (1994)
| Typ A Längsfrakturen               | Typ B Querfrakturen                                         | Typ C Mehrfragmentfrakturen                             |
| ---------------------------------- | ----------------------------------------------------------- | ------------------------------------------------------- |
| A1 nicht dislozierte Längsfraktur  | B1 Polabriß ohne Gelenkbeteiligung                          | C1 Mehrfragmentfraktur ohne Dislokation                 |
| A2 dislozierte Längsgfraktur       | B2 einfache Querfraktur                                     | C2 Mehrfragmentfraktur (Dislokation <2 mm)              |
| A3 Längsfraktur mit Zusatzfragment | B3 Querfraktur mit Zusatzfragment oder doppelte Querfraktur | C3 Mehrfragmentfraktur mit Berstung (Dislokation >2 mm) |

### Differentialdiagnosen
Manchmal macht die röntgenologische Abgrenzung der Patellafraktur von einer Patella partita (lat.: zweigeteilte Kniescheibe), also einer während der Entwicklung ausgebliebenen Verschmelzung der Knochenkerne, diagnostische Schwierigkeiten. Während sich frische Frakturen scharfkantig abbilden, findet man bei der Patella partita abgerundete Kanten, die „Fragmente“ sind nicht miteinander kongruent. Auch fehlt bei der Patella partita in der Regel der typische klinische Befund einer Patellafraktur, es besteht keinerlei Funktionsverlust. Wichtig ist die Unterscheidung für die Indikation zur Operation: Nur die frische Fraktur profitiert von der OP.
Bei der körperlichen Untersuchung lässt sich auch eine andere mögliche Differentialdiagnose abgrenzen: Bei vollständigem Ausfall der Kniestreckfunktion und tastbarem und radiologisch nachweisbarem Hochstand der Patella kann auch ein kompletter Riss der Patellarsehne zwischen Kniescheibe und Ansatz am Schienbeinkopf (Tuberositas) vorliegen.
Der noch seltenere komplette Riss der Quadriceps-Sehne führt zwar zur Streckunfähigkeit wie die Patellafraktur und die Patellarsehnenruptur. Die Kniescheibe steht hier aber nicht hoch, da sie mit der Kniescheibensehne am Schienbein befestigt bleibt. Beide Typen von Sehnenrupturen müssen ebenfalls operativ wieder an der Kniescheibe angenäht werden. Hierzu wird der Faden durch in die Kniescheibe gebohrte Löcher fixiert (transossäre Naht) oder das Nahtmaterial mit einem Nahtanker am Knochen fixiert. Als Ursache für die spontane Quadricepssehnen-Ruptur (und Rumturen anderer großer Sehnen) kommt die Einnahme von Fluorchinolonen (Ciprofloxacin) besonders bei älteren Patienten in Frage.

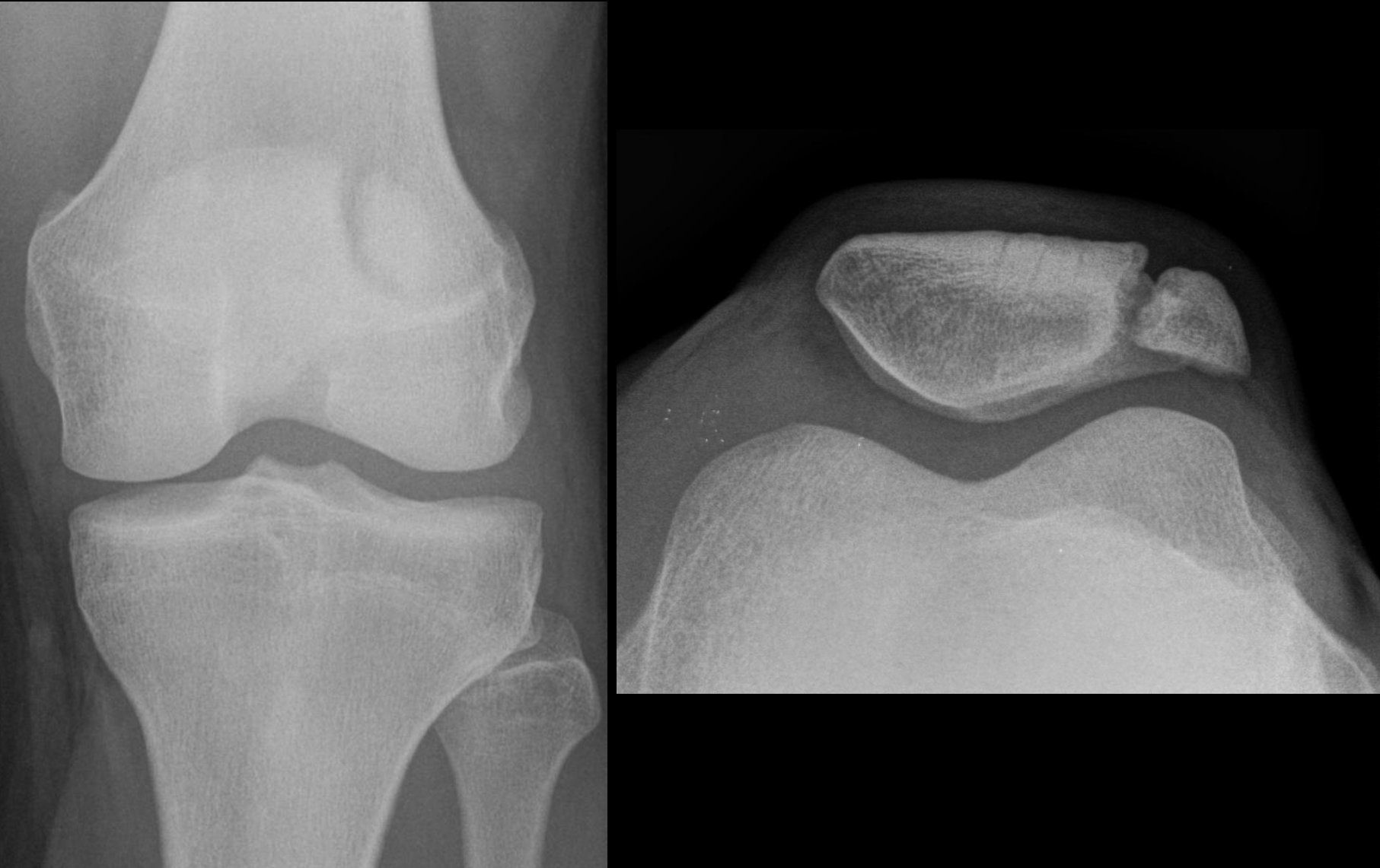
Differentialdiagnose Patella bipartita: Im Gegensatz zur Längsfraktur (s. unten) abgerundete Kanten der Fragmente
Differentialdiagnose Riss der Patellarsehne: Zeichen im Röntgenbild: Hochstand der Patella.

## Therapie
Das Prinzip der Behandlung besteht in einer Wiederherstellung des Kniestreckapparates. Zusätzlich muss die Gelenkfläche der Kniescheibe wie bei jedem Gelenkbruch millimetergenau wiederhergestellt und dann fixiert werden. Außerdem muss der Reservestreckapparat seitlich neben der Kniescheibe vernäht werden. Es muss eine übungsstabile Versorgung der Fraktur durchgeführt werden, um mit einer frühfunktionelle Nachbehandlung die Einstellung des Knies zu verhindern. Nur alle diese Einzelmaßnahmen führen zu dem Ergebnis einer knöchernen Heilung der Fraktur mit voller Funktionsfähigkeit des Kniegelenkes.

### Konservative (nicht operative) Therapie
Die klassische Patellafraktur ist eine dislozierte Querfraktur mit breitem Auseinanderweichen der Fragmente. Eine konservative Therapie (ohne Operation) ist bei einer Patellafraktur nur möglich, wenn es sich um eine sicher nicht verschobene (undislozierte) Fraktur handelt oder bei nur gering verschobenen distalen Polabrissen. Solche Frakturformen können nur bei direkter Einwirkung auf den Knochen bei erhaltenem Reservestreckapparat (Retinaculum patellae) ohne gleichzeitigen Muskelzug des Quadriceps vorliegen. Außerdem können Brüche der Kniescheibe durch besonderen Anprall an die Vorderfläche in Form von Längsbrüchen entstehen. Diese Längsfrakturen weichen prinzipiell sehr gering auseinander, da kein Muskelzug quer an der Kniescheibe angreift. Solche Brüche eignen sich in großer Zahl für die konservative Therapie. Bei Längsfrakturen mit Fehlen jeglicher Dislokation (in diesem Falle ist in der Regel die sehr kräftige Knochenhaut völlig intakt) kann sogar auf eine Ruhigstellung von vornherein verzichtet und mit schmerzadaptierter Vollbelastung frühfunktionell behandelt werden.
Die Behandlung besteht in einer vorübergehenden Ruhigstellung in einer Gips- oder Kunststoffhülse über das Kniegelenk, wodurch ein sekundäres Auseinanderweichen der Bruchstücke verhindert wird. Für eine begrenzte Zeit sollte das verletzte Bein nicht voll belastet werden. Die Heilung der Kniescheibe wird mit Hilfe von Röntgenbildern kontrolliert. Während der reduzierten Belastung des verletzten Beines ist für Thromboseprophylaxe durch Heparin-Injektionen zu sorgen.

### Operative Therapie (Prinzip)

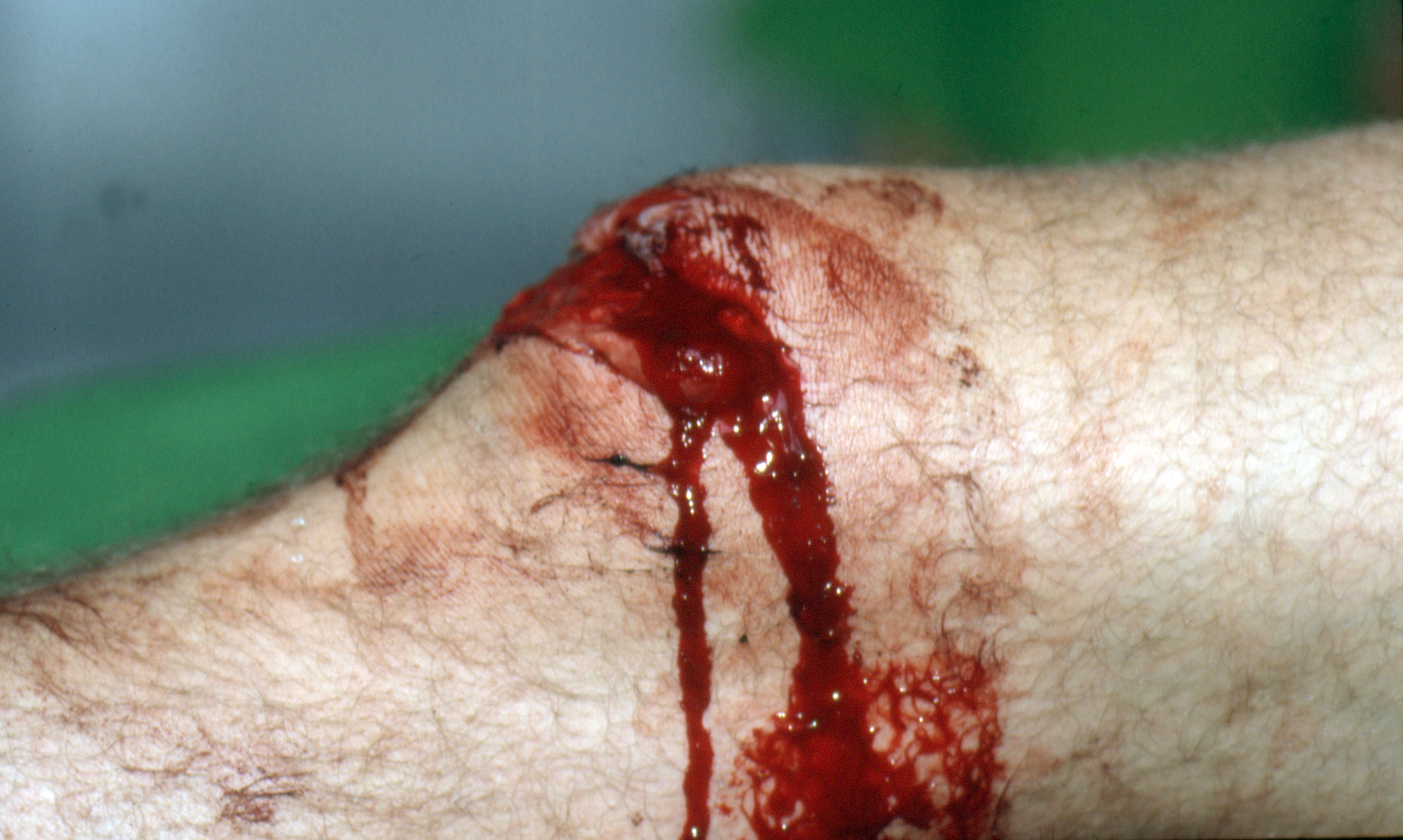
Offene Patellafraktur in der Notaufnahme, quer verlaufende Schnitt/Risswunde bis auf die Kniescheibe

Jede Fraktur mit relevanter Dislokation der Fragmente muss operativ versorgt werden. Unter Sicht können die Fasern des Streckapparates aus dem Bruchbereich zwischen den Fragmenten entfernt werden und die Fragmente adaptiert und zusammengefügt werden. Unter Tasten mit dem Finger des Operateurs wird die Gelenkfläche stufenlos wiederhergestellt, die man ja bei der Operation von vorne kaum einsehen kann. Die Position der einzelnen Fragmente wird während der Operation mit einem mobilen Röntgengerät kontrolliert. Um die so zusammengesetzte Patella zu fixieren, muss eine Osteosynthese (Knochenvereinigung) durchgeführt werden, die eine funktionelle Nachbehandlung (Übungsbehandlung) erlaubt. Diese Osteosynthese an der Kniescheibe muss vor allem gegenüber der Muskelkraft des Quadrizeps stabil sein und gleichzeitig sicher die Rekonstruktion der Gelenkfläche halten.
Offene Patellafrakturen, also Frakturen mit Verletzung der Hautoberfläche, müssen als Notfalleingriff innerhalb von wenigen Stunden operativ versorgt werden, bevor die möglicherweise eingedrungenen Bakterien sich ansiedeln können und eine Infektion erzeugen. Aufgrund der Gelenkbeteiligung der Kniescheibe könnte sich die Infektion im gesamten Kniegelenk ausbreiten. Die Osteosynthese-Implantate sind keine anderen als bei der typischen geschlossenen (gedeckten) Patellafraktur. Als Infektionsprophylaxe müssen diese Patienten während und nach der Operation Antibiotika erhalten. Zusätzlich muss der Tetanusimpfschutz abgeklärt sein.

### Operation
Operationen am Knie erfolgen in Vollnarkose oder in Spinalanästhesie. Es kann zur Reduzierung des Blutverlusts und zur besseren operativen Sichtbarkeit eine Blutsperre angelegt werden. Bei Rauchern und Patienten mit Durchblutungsstörungen z. B. bei Diabetes sowie bei Gewebezerreißungen der Haut muss auf die Blutsperre verzichtet werden, um mögliche Wundrandnekrosen zu vermeiden.

#### Zuggurtungsosteosynthese
Das Grundprinzip der Osteosynthese an der Kniescheibe wird mit der Zuggurtung am besten erreicht. Dieses Verfahren wurde in den 1960er Jahren aus Drahtnahtverfahren unter dem ingenieurtechnischen Aspekt von Spannbeton entwickelt: Hier dienen Stahlstäbe der Zugstabilität, während der Beton die Druckstabilität sicherstellt. Der eingerichtete Knochen der Kniescheibe ist druckstabil, während eine Drahtschlinge, die auf der Vorderfläche des Knies an der Basis (Quadriceps-Sehne) und der Spitze (Patellar-Sehne) gelegt ist, die Zugstabilität erzeugt. Die Drahtschlinge wird vorteilhaft als O-Schlinge geführt, wodurch eine Strangulierung der Sehnenansätze vermieden wird. Andere Operateure führen die Schlinge in Form einer 8, was aber bei Spannungserhöhung des Drahtes zu einer Einengung der Sehnenansätze führt. Der Vorteil der Zuggurtung besteht darin, dass die Stabilität in Bewegung des Kniegelenkes und damit wechselnder Zugspannung erhalten bleibt. Die Druckspannung auf der Gelenkseite der Kniescheibe nimmt mit zunehmender Beugung des Gelenkes zu unter Zunahme der vorderen Zugspannung auf dem Draht. Bei vollständiger Streckung des Kniegelenks ist aber die Druckwirkung auf der Gelenkfläche der Kniescheibe gering: Es kann sogar zum Klaffen der Fragmente kommen. Darum wird die reine Zuggurtung mit dem Ziel einer axialen Stabilität der Osteosynthese auch in Streckung durch zwei axiale Bohrdrähte (im Längsverlauf) ergänzt (s. u.). Durch diese Anordnung des Osteosynthesematerials wird die Frakturheilung in Beugung, Streckung und Funktion gesichert.
Besonders attraktiv ist das Verfahren aufgrund des geringen und kostengünstigen Materialaufwandes und der Zuverlässigkeit der Ergebnisse. Es wird Stahldraht aus Edelstahl verwendet, der mit einem Durchführer an den Knochenkanten der Kniescheibe entlanggeführt wird (s. Abb. rechts). Die Enden der Drahtschlinge werden dann mit einer Zange verdrillt und mit einem Drahtschneider abgekürzt. Entscheidend bei dieser Technik ist eine zuverlässige Primärspannung auf dem System, was mit mehrfachem Durchbewegen des Knies und jeweiligem Nachspannen erreicht wird. Ein weiterer Vorteil des Verfahrens ist, dass der Patient während der gesamten Nachbehandlung sein Bein bewegen darf, die funktionelle Beanspruchung ist sogar Voraussetzung für ein gutes Ergebnis, weil sie eine Kompressionswirkung auf die Frakturenden hat.
Da die Notwendigkeit einer Metallentfernung nach Osteosynthese mit Draht den Patienten belastet und Kosten erzeugt, sind Versuche durchgeführt worden, resorbierbare Nahtschlingen zur Zuggurtung zu verwenden. Da diese Materialien aber nicht inert wie Draht sind, sondern eher offenporige Kordeln und daher Flüssigkeit von den Wundrändern aufnehmen können, stellen sie ein zusätzliches Infektionsrisiko dar. Zusätzlich werden bei deren biologischem Abbau große Konzentrationen organischer Säuren (Polymilchsäure, Polyäpfelsäure) freigesetzt, die dem umgebenden Gewebe schon aufgrund des veränderten sauren pH-Wertes schaden. Durch die geschilderten Risiken werden die Vorteile der nicht notwendigen Materialentfernung wieder neutralisiert, sodass heute solche Verfahren nicht mehr durchgeführt werden.

Material der Zuggurtungs-osteosynthese : Cerclagedraht, Umführer, Zange, Seitenschneider
Zuggurtungs-osteosynthese einer einfachen Patellaquerfraktur
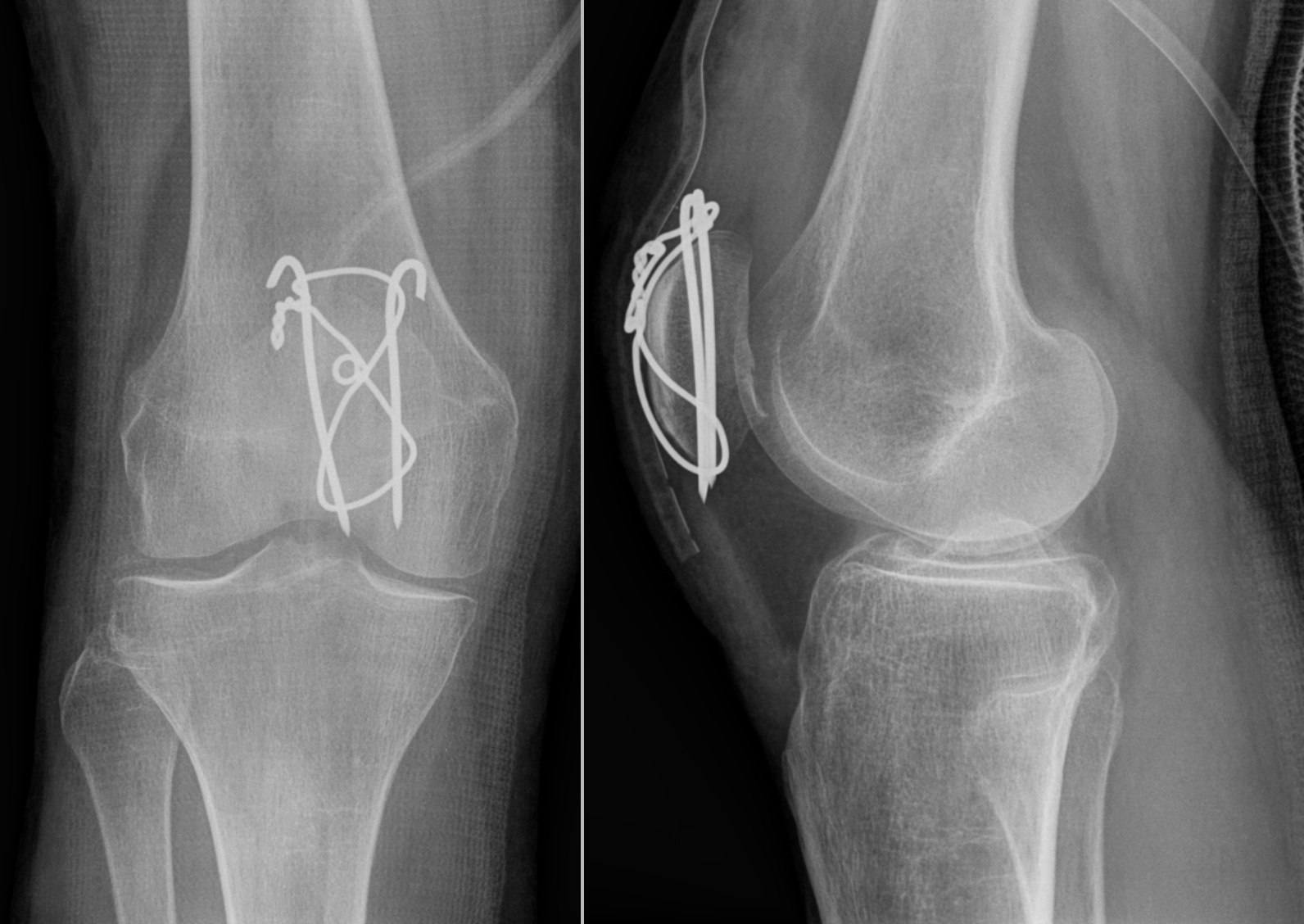
Erweiterte Zuggurtungs-osteosynthese einer Patella-Querfraktur mit axialen Bohrdrähten

#### Zuggurtungsosteosynthese mit zusätzlichen axialen Bohrdrähten
Das Ziel der Zuggurtung wird nur erreicht, wenn die Knochensubstanz der Kniescheibe und der Frakturtyp eine Kompressionsstabilität und Rotationsstabilität sicherstellen. Bestehen Zweifel an der Stabilität, kann diese durch zusätzliches Einbringen von axialen kräftigen Bohrdrähten (Kirschnerdrähten|) erreicht werden. Die Bohrdrähte werden nach Reposition der Fraktur von der Oberkante in die Kniescheibe eingebohrt, überqueren die Frakturlinie und verlassen die Kniescheibe wieder am Ansatz der Patellarsehne. Die Drähte sollten im Abstand von etwa 2 cm parallel eingebohrt werden. Die Drahtschlinge der Zuggurtung wird in diesem Fall nicht nur um die Sehneneinstrahlung in die Kniescheibe, sondern zusätzlich über die Bohrdrahtenden gelegt, was die Befestigung verbessert. Ein entscheidender Begleiteffekt dieser Operationsvariation ist, dass auch bei in Streckung des Knies reduzierter Zugspannung der Cerclage eine garantierte Position der Gelenkfläche erreicht wird. Dieser Effekt ist so wichtig, dass die Operation der Patellazuggurtung heute sehr häufig in dieser Variation durchgeführt wird.

#### Zuggurtungsosteosynthese bei Mehrfragmentbrüchen
Bei erhöhter Krafteinwirkung (z. B. PKW-Unfall) und bei erhöhter Knochenbrüchigkeit (Osteoporose) kann es zu Mehrfragmentbrüchen kommen. Das Grundprinzip der Versorgung solcher Frakturen (aller Mehrfragmentbrüche) besteht in dem Aufbau zweier Hauptfragmente aus den mehreren Fragmenten. Dies kann am besten und einfachsten durch offene Adaptierung der einzelnen Fragmente unter Sicht erfolgen, wobei die entscheidende Reposition im Gelenkniveau (Gelenkknorpel) erfolgen muss. Hier können keine Fehler akzeptiert werden. Die Fragmente werden durch kurze Bohrdrähte oder Schrauben, die parallel zur Gelenkfläche der Kniescheibe verlaufen, verbunden. Die Richtung der Bohrdrähte muss jeweils senkrecht auf die jeweilige Frakturlinie ausgerichtet sein. Sind alle kleinen Fragmente zu je einem großen Haupt-Fragment oben (Quadrizepssehnenansatz) und unten (Patellarsehnenansatz) vereint, können diese beiden Hauptfragmente im Sinne einer klassischen Zuggurtung mit zwei axialen Bohrdrähten und einer Cerclage vereinigt werden. Manchmal ist aber zusätzlich auch eine um den Äquator der Kniescheibe verlaufende umschließende Cerclage notwendig, um die Fragmente in Form einer Kniescheibe zusammenzuhalten. Prinzipiell sollte auch diese Frakturversorgung übungsstabil wie alle Zuggurtungen sein. Besteht aber die Kniescheibe aus vielen Einzelfragmenten, die z. T. noch teilweisen Substanzverlust vor allem der Spongiosa erlitten haben, ist dieses Ziel nicht zu erreichen und eine befristete Ruhigstellung der Extremität durch Gips angezeigt. In manchen Fällen muss bei Substanzverlust auch eine autologe Knochentransplantation oder Knochenersatzmaterial zum Einsatz kommen.

#### Laterale Seilzugosteosynthese (Labitzke)
Für diese Modifikation einer Drahtschlingenosteosynthese wird das sogenannte „Seilosteosynthese-System Labitzke“ verwendet. Es wird wie bei einer Zuggurtung mit zusätzlichen axialen Bohrdrähten eine primäre Fragmentfixierung durch eingebohrte Längsdrähte erreicht. Um die umgebogenen Enden der Drähte wird im Ansatz der Quadrizepssehne und der Patellarsehne nicht vor der Kniescheibe, sondern seitlich eine Drahtschlinge an der Patella herumgeführt und verspannt. Bei der Drahtschlinge handelt es sich nicht um monofilen (einfädigen) Draht, sondern um ein dünnes polyfiles (mehrfädiges) Drahtseil. Ein solches Seil kann nicht verschlungen oder geknotet werden, sondern wird mit einem Schlussstück verschlossen. Der Vorteil des seitlichen Verfahrens soll in der kontinuierlichen Anwendung von Druck auf die Frakturenden liegen. Andere Autoren sehen die dünnen Drahtseile als problematische „sägende“ Implantate, die bei der funktionellen Nachbehandlung der Substanz der Patella Schaden zufügen. Das Verfahren wird derzeit eher als Reserveverfahren gesehen.

#### Schraubenosteosynthese

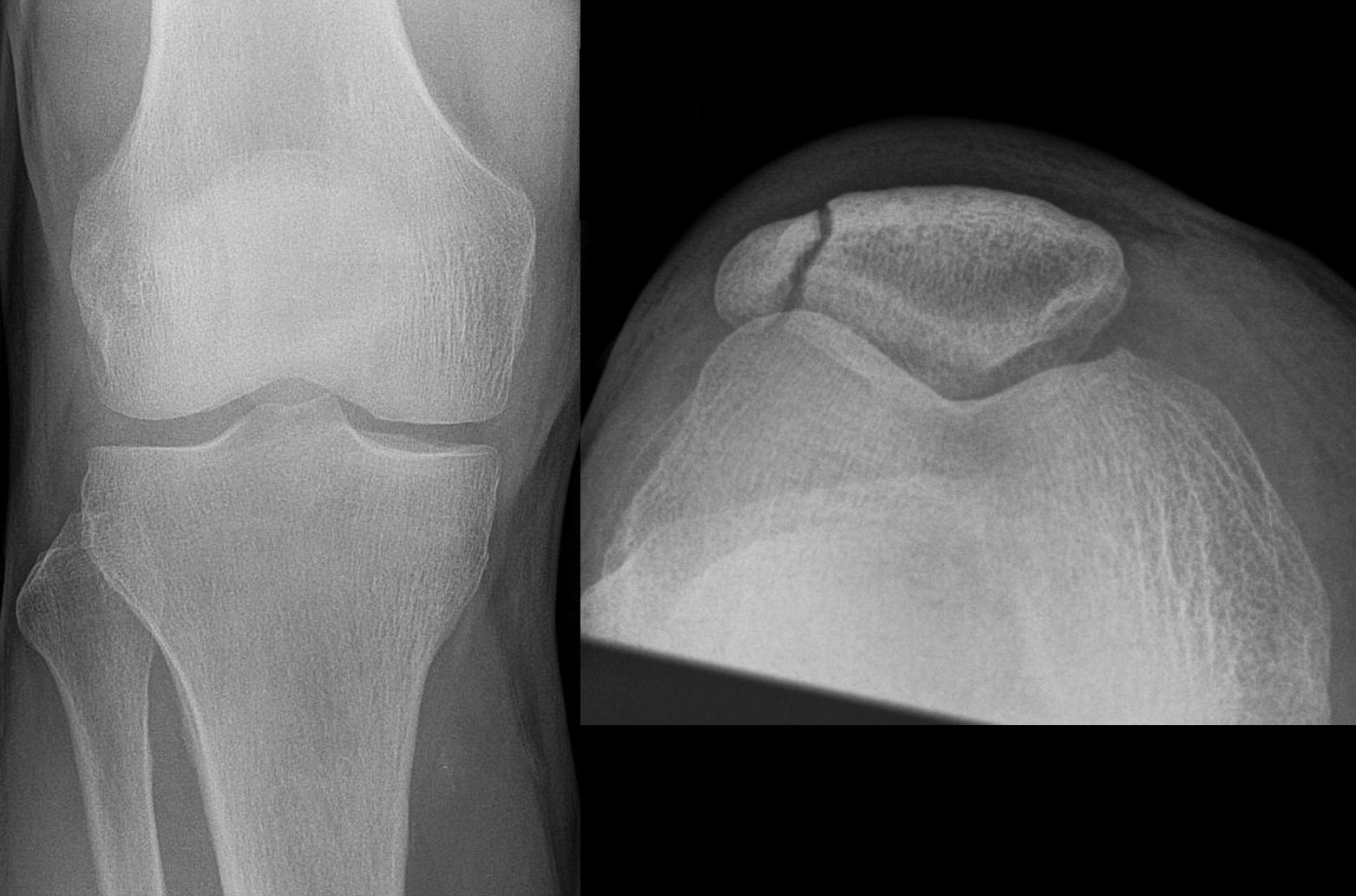
Eine solche Längsfraktur der Patella kann gut mit Zugschrauben versorgt werden

Glatte Querbrüche bei jungen Patienten mit guter Knochensubstanz und die seltenen Längsbrüche können nach anatomischer Reposition mit Zugschrauben stabilisiert werden. Hiervon werden meist zwei parallel entsprechend den Bohrdrähten aus der verstärkten Zuggurtung eingebracht. Bei den Längsbrüchen quer zu Knieachse. Ein relevanter Vorteil der Schraubenosteosynthese gegenüber der Zuggurtung besteht nicht. Biomechanische Messungen erlauben allerdings unter Laborbedingungen höhere Zugspannungen bei Schraubenverfahren gegenüber den Drahtcerclagen. Es handelt sich bei Schrauben um eine statische Osteosynthese, die im Gegensatz zur dynamischen Zuggurtung die wirkenden Muskel- und Sehnenkräfte nicht zur Druckerzeugung auf die Frakturenden nutzen kann.

#### Plattenosteosynthese
Für Querbrüche, aber besonders auch Sternbrüche und Trümmerbrüche wurden in den letzten Jahren Platten unterschiedlicher Form und die dazu notwendigen Operationstechniken zur Osteosynthese entwickelt. Die Platten werden von vorne (Sternplatte) oder von den Kanten (bilaterale Platte) auf die Patella aufgebracht. Die verankernden Schrauben sind winkelstabil einzubringen. Der Vorteil ist eine weichteilschonende Implantation ohne Manipulationen an den Sehnenansätzen, wie sie bei den Cerclagen und Zuggurtungen notwendig sind. Vor allem die Stabilität der Plattenverfahren ist höher als die Drahtverfahren. Ob die Plattenosteosynthese für alle Frakturtypen bessere Ergebnisse als die Zuggurtung bringen wird, müssen vergleichende Studien zeigen. Neben der Stabilität der Versorgung spielt nämlich die Biologie der Frakturheilung eine entscheidende Rolle. Auch können die Kosten der Verfahren durchaus bei vergleichbaren Ergebnissen einen Unterschied machen.

#### Teilpatellektomie

Untere Patellateilresektion mit McLaughlin-Cerclage durch den Ansatzpunkt der Patellarsehne. Nicht im Röntgen sichtbar wurde die Kniescheibensehne mit Naht am Rest der Kniescheibe refixiert

Erhaltene stabile Knochenstruktur der Fragmente ist eine Grundvoraussetzung jeder Osteosynthese. Sollte ein Teil der Kniescheibe im Rahmen der Fraktur erheblich zerstört sein, so dass sowohl Knochensubstanz als auch Gelenkfläche substanziell Schaden erlitten haben, kann statt der Rekonstruktion eine Teilentfernung der Kniescheibe in genau dem zerstörten Bereich notwendig werden. Die unterschiedlich großen erhaltenen Ansatzteile der Sehnen (Patella- und Quadriceps-Sehne) können nach der Entfernung der zerstörten Substanz zu zwei Fragmenten mit jeweils geraden Frakturrändern gemacht werden. Diese lassen sich dann mit Zuggurtung oder Schrauben zu einer funktionsfähigen Restpatella vereinigen.
Bei der häufigen Zerstörung des unteren Patellapols wird die Patellarsehne an der Restpatella fixiert. Hierzu dienen Sehnennähte mit Knochenankern. Zum vorübergehenden Schutz der Sehnennaht wird eine Drahtschlinge am Ansatzpunkt der Kniescheibensehne am Schienbeinkopf durchgezogen (McLaughling-Cerclage).

#### Totale Patellektomie
Primär bei der Erstversorgung einer Fraktur ist die komplette Entfernung der Kniescheibe nur bei massiven, möglicherweise offenen Zerstörungen der Kniescheibe angezeigt. Klinische Untersuchungen haben gezeigt, dass die klinischen Ergebnisse einer solchen primären Kniescheibenentfernung schlecht sind. Es sollte prinzipiell die Rekonstruktion der Fragmente versucht und erreicht werden. Patellektomien können nur bei sehr schlechten Heilungsergebnissen mit Arthrose der Gelenkflächen von Patella und Femurgleitlager sinnvoll und zielführend sein.

### Nachbehandlung
Das Prinzip der Zuggurtung erfordert eine funktionelle Nachbehandlung der Patellafrakturen. Nach kurzfristiger postoperativer Ruhigstellung auf Lagerungsschiene kann der Patient unter Zuhilfenahme von Unterarmgehstützen mobilisiert werden. Ein Abrollen der operierten Extremität ist sinnvoll. Ein Aufbelastung eines mit Zuggurtung operierten Knies kann frühestens ca. 6 Wochen nach der Operation erfolgen, weil die Zugbeanspruchung der Frakturversorgung unter Belastung die Stabilität der Osteosynthese überfordern würde.
Aufgrund der Entlastung des Beines muss in der Nachbehandlung eine Thromboseprophylaxe mit Heparin-Spritzen subcutan erfolgen. Diese Maßnahme kann erst bei annähernd vollständiger Belastung der Extremität beendet werden.

## Ergebnisse

Infektion nach einer Zuggurtungsosteosynthese der Kniescheibe

Entscheidend für das Ergebnis ist die Qualität der Wiederherstellung der Gelenkfläche und die stabile Knochenbruchheilung. Bei verbleibender Stufenbildung wird es zur Entwicklung einer Arthrose (vorzeitiger Gelenkverschleiß) kommen, die Schmerzen und Bewegungseinschränkungen erzeugen kann. Glatte Querbrüche der Kniescheibe können nach Versorgung mit klassischer Zuggurtung zu guten bis exzellenten Ergebnissen führen. Bei mehr als einem ¼ der Patienten kommt es aber zu Bewegungseinschränkungen und Schmerzen, für die nicht immer ein Hinweis im Röntgenbild gefunden werden kann. Diese problematischen Fälle bei klassischer Zuggurtung sind Anlass für den Einsatz anderer Osteosyntheseverfahren. Aber auch bei der Schraubenosteosynthese und einem sehr selten durchgeführten Nagelungsverfahren bleibt ein Prozentsatz von schlechteren Ergebnissen.
Ein Risiko für Wundheilungsstörungen besteht bei Patienten mit Durchblutungsstörungen, bei Rauchern und Diabetikern. Die Haut im Verletzungsareal ist durch den direkten Knieanprall und die dadurch vermittelte Fraktur erheblich geschädigt. Durch die Operation und Präparation des Gewebes ist von einer zusätzlichen Durchblutungsschädigung auszugehen. Da Kniescheibe und Osteosynthesematerial sehr nah unter der Haut liegt, besteht bei Wundrandnekrosen die Gefahr eines Übergreifens einer Infektion in die Tiefe und damit auch auf Fraktur und Osteosynthesematerial.
Für das Ergebnis einer Operation von zentraler Bedeutung ist, die Entscheidung zur teilweisen oder vollständigen Resektion der Patella (Patellektomie) frühzeitig, möglichst bei der Erstoperation zu fällen und die Resektion auch dann sofort durchzuführen. Eine verspätete Durchführung, z. B. nach ausbleibender Heilung oder bei Symptomatik wegen Knorpelschaden führt nicht mehr zu einer Verbesserung des klinischen Ergebnisses.

### Prophylaxe
Besonders bei Sportarten wie Inlineskaten und Skateboard, aber auch beim Skifahren und Eislauf und Radfahren besteht die Gefahr einer Patellafraktur durch direkten Knieanprall unter erhöhter Muskelspannung der Kniestrecker. Es gilt die Empfehlung, Knieschützer zu tragen, weil dadurch die direkte traumatische Einwirkung auf die Knochenstruktur der Kniescheibe verhindert wird. Im Fahrzeugbau konnte durch Modifikation der Kante des Armaturenbretts und durch die Anschnallpflicht eine deutliche Reduktion der früher sehr häufigen sogenannten Dashboardverletzungen erreicht werden.

## Patellafraktur bei Tieren
Patellafrakturen gehören bei Tieren zu den seltenen Knochenbrüchen. Am relativ häufigsten werden sie bei Haushunden beobachtet. Sie müssen nahezu immer operativ versorgt werden. In der Tiermedizin finden vor allem Zuggurtungen (Cerclage), eventuell zusammen mit Kirschner-Bohrdrähten Anwendung, bei Längsfrakturen werden auch Zugschrauben eingesetzt. Bei Abrissen der Kniescheibenspitze (Apex patellae) kann auch eine Teilentfernung, bei komplizierten Splitterfrakturen eine Totalentfernung angezeigt sein. Die Osteosyntheseverfahren zeigen eine recht hohe Komplikationsrate, vor allem in Form eines Bruchs oder einer Lockerung der Drahtschlingen. Die Totalentfernung der Kniescheibe führt bei Hunden kaum zu einer Funktionseinschränkung des betroffenen Beins. Alle Therapieformen können chronische Veränderungen des Kniegelenks (Gonarthrose, Gonotrochlose, Verkalkungen des Ligamentum patellae) nicht gänzlich aufhalten.